# Tiago Moura
Tiago Cardozo Moura (Buerarema, Brasil, 3 de septiembre de 1993) es un futbolista brasileño que se desenvuelve en la cancha en la demarcación de delantero actualmente es jugador del club Jura Sud Lavans.

## Trayectoria
Sus comienzos se derivan desde las interiores del São Paulo FC donde empezó como profesional en 2012 en varias categorías juveniles sub-15, sub-17 y sub-20, siendo muy joven y con mucho futuro por delante.
Para el siguiente año se gana un lugar y es registrado en el primer equipo a comienzos de 2013 jugando muy poco en ese lapso de tiempo.
A mediados de 2014 fue mandado a préstamo con el club mexicano el Internacional de Acapulco FC con la finalidad de obtener más partidos y minutos en la cancha donde se encuentra en el cuadro titular y marcando goles importantes con el objetivo de regresar al club a la liga de ascenso. Solo estuvo 1 semestre a préstamo.

## Clubes
| Club                         | País    | Año        |
| ---------------------------- | ------- | ---------- |
| São Paulo FC                 | Brasil  | 2012-2014  |
| Internacional de Acapulco FC | México  | 2014       |
| São Paulo FC                 | Brasil  | 2015- 2017 |
| Bourges Foot                 | Francia | 2017- 2018 |
| CMS Oissel                   | Francia | 2018- 2019 |
| Grand-Quevilly FC            | Francia | 2019- 2020 |
| Bourges Foot                 | Francia | 2020- 2021 |
| Jura Sud Lavans              | Francia | 2021-      |